# Ernst Rüdiger von Brüning
Ernst Rüdiger (eigentlich Ernst Rütger) von Brüning (* 20. Mai 1875 in Höchst am Main; † 6. Februar 1936 in München) war ein deutscher Regimentskommandeur.

## Leben
Rütger von Brüning entstammte einer Familie, die im 18. Jahrhundert aus dem Münsterland nach Wuppertal kam und sich von dort aus verbreitete.
Er war ein Sohn des Adolf von Brüning, ein Mitbegründer von Hoechst. Seine Mutter war Clara geb. Spindler (1843–1909), eine Tochter des Fabrikbesitzers Wilhelm Spindler (des früheren Chefs von Adolf von Brüning). Er wuchs mit seinen Brüdern Gustav (1864–1913, Chemiker und Abgeordneter), Adolf Johann (1866–1941, Diplomat), Walter (1869–1947, Landrat), Helmuth (1870–1922, Landrat) und Erich Otto (* 1877, Diplomat) auf.
Er studierte zunächst Rechtswissenschaft an der Ruprecht-Karls-Universität Heidelberg. 1895 wurde er im Corps Guestphalia Heidelberg aktiv. Als Referendar entschied er sich für die Preußische Armee. Er trat in das in Rathenow stationierte Husaren-Regiment „von Zieten“ (Brandenburgisches) Nr. 3, dessen Offiziere allesamt dem Adel angehörten. Als Oberleutnant war Brüning in den deutschen Gesandtschaften in Tokio und Washington tätig. Vom 16. November 1914 bis 11. Dezember 1914 war Rittmeister von Brüning Offizier des genannten Husaren-Regiments.
1933 heiratete er die 29 Jahre jüngere Sekretärin Eleonore Holtz (1904–1968), Tochter von Richard Holtz und Hedwig geb. Müller. Aus der Ehe gingen zwei Kinder hervor, Tochter Linde (* 1934) und Sohn Drost Mathias (* 1935).

### Bauherr von Schloss Brüningslinden
Nach Plänen des Architekten Georg Siewert ließ Brüning sich von 1910 bis 1912 in Kladow das so genannte Schloß Brüningslinden errichten. Für den Innenausbau war Fritz Greppert verantwortlich.
Schloss Brüningslinden wurde 1935 vom Inhaber des Weinhandelshauses Gruban und Souchay erworben und als Hotel mit Ausflugsgastronomie betrieben. Nach Ende des Zweiten Weltkriegs wurde es von der US-Armee beschlagnahmt und zeitweise (belegt für 1947) als Sommerfrische für jüdische Kinder genutzt. In den 1960er Jahren wurde das Außengelände an die Märchenwald GmbH verpachtet, die jedoch bald in finanzielle Schwierigkeiten geriet. Ende 1972 wurde das Haus mit Genehmigung des damaligen Berliner Bausenators wegen Baufälligkeit abgerissen. Das Grundstück wurde von der GAGFAH erworben, die ab 1977 darauf 39 Reihenhäuser errichtete. Der Löwenbrunnen des Schlosses stand von 1988 an im Rundhof des damaligen Rathauses von Berlin-Wilmersdorf, gespendet von der Berliner Bank. Mit Ende des Betriebes des Rathauses wurde der Brunnen abgebaut und eingelagert. Nach einer Restauration wurde am 6. Mai 2017 der Brunnen in Kladow wieder in Betrieb gesetzt.

## Nach Brünings Tod
Am 6. Februar 1936 verstarb Brüning an einer Lungenentzündung. Seiner Frau Eleonore hinterließ er große Schulden. Im Februar 1938 gebar sie, die schon früh in die NSDAP eingetreten war, ein uneheliches Kind im 1936 eingerichteten ersten NS-Lebensborn-Heim in Steinhöring (Oberbayern); das Mädchen wurde später von Eleonores zweitem Mann Oswald Pohl, den sie nach Brünings Tod (in für beide zweiter Ehe) am 12. Dezember 1942 geheiratet hatte, adoptiert. Oswald Pohl war General der Waffen-SS, Verwaltungschef des SS-Hauptamtes im Rang eines SS-Obergruppenführers und zugleich Ministerialdirektor im Reichsministerium des Innern. Pohl war für die Verwaltung der Konzentrationslager zuständig und maßgeblich an der Durchführung des Holocausts beteiligt; 1947 wurde er als Kriegsverbrecher in den Nürnberger Prozessen zum Tode verurteilt, in Landsberg am Lech inhaftiert und 1951 hingerichtet.

### KZ-Außenkommando Halfing-Brüningsau
Im Gutsanwesen der Familie Brüning, der so genannten Brüningsau bei Halfing (Kreis Rosenheim) in Bayern, wurde 1942 auf Veranlassung Oswald Pohls eines der 169 Außenlager des KZ Dachau eingerichtet (Kommando Dachau 556); handwerklich erfahrene Häftlinge mussten bis 1945 mehrfach das Haus renovieren, in dem teilweise ein Kinderheim eingerichtet wurde. Die Familie wohnte nach der Heirat nicht im Anwesen Brüningsau, sondern in Norddeutschland. Erst kurz vor Kriegsende, im April 1945, kehrte die Familie auf der Flucht vor der Roten Armee nach Brüningsau zurück und Oswald Pohl tauchte in der Nähe unter. Nach Kriegsende waren übergangsweise sudetendeutsche Flüchtlinge einquartiert, später wieder ein Kinderheim und von 1968 bis 1998 ein Mutter-Kind-Heim. Heute wird das Anwesen Brüningsau für den Tourismus genutzt.

## Ehrungen
- Ehrenmitglied des Corps Guestphalia Heidelberg